# Vasikkajärvi (Gällivare socken, Lappland, 743236-174600)
Vasikkajärvi är en sjö i Gällivare kommun i Lappland och ingår i Kalixälvens huvudavrinningsområde.